# Nguyễn Phúc Lương Trinh
Nguyễn Phúc Lương Trinh (chữ Hán: 阮福良貞; 28 tháng 10 năm 1830 – 28 tháng 4 năm 1891), phong hiệu Bái Ân Công chúa (沛恩公主), là một công chúa con vua Minh Mạng nhà Nguyễn trong lịch sử Việt Nam.

## Tiểu sử
Công chúa Lương Trinh sinh ngày 12 tháng 9 (âm lịch) năm Canh Dần (1830), là con gái thứ 36 của vua Minh Mạng, mẹ là Thất giai Quý nhân Đỗ Thị Tâm. Chúa là người con thứ tư của bà Quý nhân.
Năm Tự Đức thứ 4 (1851), công chúa Lương Trinh lấy chồng là Phò mã Đô úy Nguyễn Đức Huy, người Hải Lăng, Quảng Trị, là con trai của Bố chính sứ Nguyễn Đức Hộ. Cả hai có với nhau hai con trai và hai con gái.
Năm Tự Đức thứ 18 (1865), Ất Sửu, phò mã Huy qua đời. Năm Tự Đức thứ 22 (1869), bà chúa Lương Trinh được sách phong làm Bái Ân Công chúa (沛恩公主).
Năm Thành Thái thứ 3 (1891), Tân Mão, ngày 12 tháng 6 (âm lịch), công chúa Bái Ân qua đời, thọ 62 tuổi, thụy là Mỹ Thục (美淑). Tẩm mộ của bà được táng tại Dương Xuân Thượng (nay thuộc địa phận của phường Thủy Xuân, Huế), gần tẩm của Xuân Lâm Công chúa Trinh Huy (con gái của vua Thiệu Trị).